# Bill McCutcheon
James William McCutcheon (* 23. Mai 1924 in Russell, Kentucky; † 9. Januar 2002 in Ridgewood, New Jersey) war ein US-amerikanischer Schauspieler.

## Leben
James William McCutcheon war der Sohn von Florence Louise, geborene Elam, und Robert Kenna McCutcheon. Während seiner Highschoolzeit gründete er eine Jazz-Band. Während des Zweiten Weltkrieges diente er bei der United States Army in Italien, wo er verwundet wurde. Anschließend studierte er an der Ohio University und zog nach seinem Abschluss 1948 nach New York City, wo er als Tänzer in unterschiedlichen Clubs tätig war. Sein Broadwaydebüt gab er am 20. September 1951 in der Komödie Out West of Eighth. Vereinzelt hatte er Engagements beim Theater und drehte Werbespots. Allerdings lebte er mit seiner Familie in Armut. Er konnte sich lediglich ein Einzimmerapartment in Greenwich Village leisten. Seine Lebensverhältnisse wurde für die CBS-Show Person to Person im Jahr 1954 gefilmt.
Als Schauspieler wurde McCutcheon erst ab Mitte der 1970er Jahre erfolgreich, als er für Fernsehserien wie Ball Four und Kojak – Einsatz in Manhattan sowie Filme wie Der Spitzel und Ein Supertyp haut auf die Pauke engagiert wurde. Sein größter Erfolg war das Broadway-Stück Anything Goes, in dem er vom 19. Oktober 1987 bis zum 3. September 1989 die Figur des Moonface Martin verkörperte. Dafür wurde 1988 mit einem Obie Award und einem Tony Award als Bester Nebendarsteller in einem Musical ausgezeichnet. Nachdem er Ende der 1980er in erfolgreichen Filmen wie Vibes – Die übersinnliche Jagd nach der glühenden Pyramide, Family Business und Julia und ihre Liebhaber mitspielte, ließ er in den 1990er-Jahren seine Schauspielkarriere auslaufen. Von 1984 bis 1998 hatte er eine wiederkehrende Rolle als Uncle Wally in der amerikanischen Version der Sesamstraße.
Am 9. Januar 2002 verstarb McCutcheon im Alter von 77 Jahren im Krankenhaus von Ridgewood, New Jersey, eines natürlichen Todes. Er hinterließ seine Frau Anne, mit der er seit 1952 verheiratet war, und die drei gemeinsamen Kinder.

## Filmografie (Auswahl)
- 1950: Musical Comedy Time (Fernsehserie, eine Folge)
- 1964: Santa Claus Conquers the Martians
- 1964–1965: Mister Mayor (Fernsehserie, neun Folgen)
- 1969: Viva Max!
- 1972: Deadhead Miles
- 1972: Der Spitzel (The Stoolie)
- 1975: Ein Supertyp haut auf die Pauke (W.W. and the Dixie Dancekings)
- 1976: Ball Four (Fernsehserie, sieben Folgen)
- 1978: Kojak – Einsatz in Manhattan (Kojak, Fernsehserie, eine Folge)
- 1979: Heiße Ware (Hot Stuff)
- 1984: Geschichten aus der Schattenwelt (Tales from the Darkside, Fernsehserie, eine Folge)
- 1984–1998: Sesamstraße (Sesame Street, Fernsehserie, 88 Folgen)
- 1985: What Comes Around
- 1985: Spenser (Spenser: For Hire, Fernsehserie, eine Folge)
- 1988: Vibes – Die übersinnliche Jagd nach der glühenden Pyramide (Vibes)
- 1988: The Appointments of Dennis Jennings (Kurzfilm)
- 1989: Magnolien aus Stahl (Steel Magnolias)
- 1989: Family Business
- 1990: Julia und ihre Liebhaber (Tune in Tomorrow)
- 1990: Mr. Destiny